# Brotulotaenia
Sous-famille
Genre
Brotulotaenia est un genre de poissons abyssal de la famille des Ophidiidés. C'est le seul genre de la sous-famille des Brotulotaeniinae.

## Espèces
Quatre espèces sont reconnues
- Brotulotaenia brevicauda (en) Cohen, 1974
- Brotulotaenia crassa A. E. Parr, 1934 (Anguille violette, Violet cusk eel)
- Brotulotaenia nielseni Cohen, 1974
- Brotulotaenia nigra A. E. Parr, 1933 (Brosme sombre, Dark cusk)

## Systématique
Le nom valide complet (avec auteur) de ce taxon est Brotulotaenia Parr, 1933.
Brotulotaenia a pour synonymes :
- Brotulaenia
- Brotulataenia
- Brotulateania